# Quinametzin

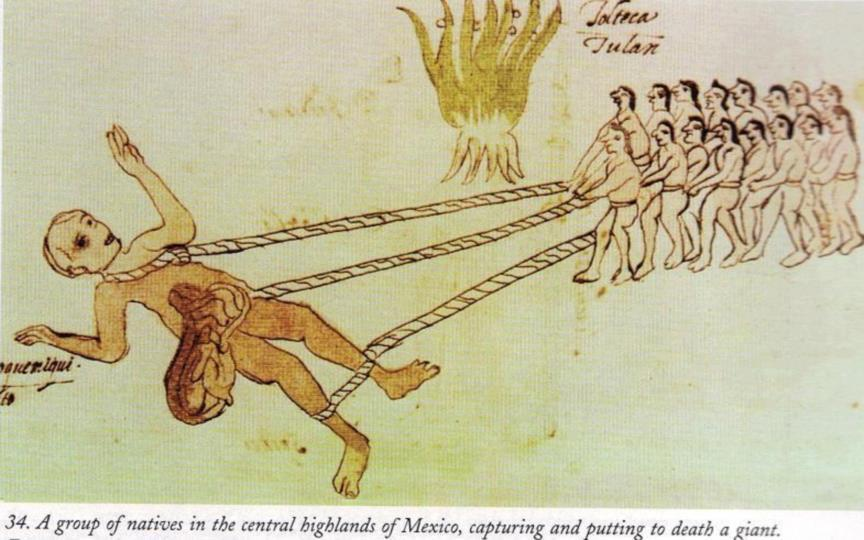
Hombres arrastrando a un gigante muerto, Códice Vaticano.

Quinametzin es un término que refiere a una raza de gigantes en la mitología de Mesoamérica, particularmente entre los pueblos nahuas. En la mitología mexica con la Leyenda de los Soles, los quinametzin fueron la humanidad creada durante el Sol de Lluvia. Su gobernante, de acuerdo con algunas versiones del mito, era Tláloc (López Austin, 1990), a quien le correspondió ser el sol que alumbró durante la tercera época cosmogónica, que concluyó cuando Quetzalcóatl hizo que lloviera fuego y los quinametzin murieron quemados. 
A los quinametzin se les atribuía ser los constructores de la ciudad de Teotihuacán y del Tlachihualtépetl sobre el que se levantó el principal templo a la Serpiente Emplumada en Cholula. Los tlaxcaltecas relataban que, en tiempos cercanos a la Conquista española, ellos mismos habían luchado contra los últimos quinametzin. 
En la historia mexica se destacan los siguientes:
- Cuauhtémoc, uno de los cuatro gigantes que sostuvieron el cielo en el comienzo del Quinto sol.
- Izcóalt, uno de los cuatro gigantes que sostuvieron el cielo en el comienzo del Quinto sol.
- Izcaqlli, uno de los cuatro gigantes que sostuvieron el cielo en el comienzo del Quinto sol.
- Tenexuche, uno de los cuatro gigantes que sostuvieron el cielo en el comienzo del Quinto sol.
- Xelhua, gigante fundador de Cuauquechollán, Itzocán, Epatlán, Teopantlán, Tehuacán, Cuzcatlán y Teotitlán. El constructor de la Gran Pirámide de Cholula o Tlachihualtépetl.
- Tenoch, gigante fundador de Tenochtitlán.
- Ulmecatl, gigante fundador de Cuetlachcoapán, Tontonihuacán y Huitzilapán.
- Mixtécatl, gigante fundador de la Mixteca.
- Xicalancatl, gigante fundador de Xicalango.
- Otómitl, gigante fundador de Xilotépec, Tollan y Otompán.